# Zala 421-02
Zala 421-02 – bezzałogowy statek powietrzny (UAV – ang. Unmanned Aerial Vehicle) pionowego startu i lądowania opracowany przez firmę Zala Aero Group. Przeznaczony do rozpoznania, obserwacji oraz wskazywania celów.

## Historia
Pierwsze loty wykonano w 2005 roku. Jesienią 2010 roku oblatano unowocześnioną wersję oznaczoną jako Zala 421-02X. W nowej konstrukcji zmodyfikowano wyposażenie elektroniczne oraz dostosowano ją do działań w klimacie tropikalnym. Zmodernizowana wersja może wykonywać zadania na lądzie i na morzu. W konstrukcji, poza kompozytami, zastosowano również aluminium. Właściwości lotne i osiągi drona nie uległy zmianie.
Dron jest kierowany ze stanowiska kontroli wyposażonego w dwa komputery przenośne. Jeden z nich służy do planowania i sterowania lotem, drugi do kontroli przenoszonego wyposażenia oraz obróbki przekazywanego obrazu wideo. System sterowania umożliwia lot w trybie automatycznym, operator w każdej chwili możliwe przejść do trybu sterowania ręcznego. Zaprogramowany tor lotu operator może w dowolnym momencie zmienić.

## Konstrukcja
Aparat zbudowany jest w układzie klasycznego śmigłowca z wirnikiem głównym oraz śmigłem ogonowym. Kadłub wykonany z materiałów kompozytowych. Podwozie płozowe. Napęd stanowi dwucylindrowy, dwusuwowy, chłodzony powietrzem silnik o mocy 20 KM. Dron może przenosić do 50 kg ładunku użytecznego oraz stabilizowaną żyroskopowo w dwóch płaszczyznach kamerę pracującą w paśmie widzialnym, kamerę termowizyjną, obie kamery połączone w jedno urządzenie lub cyfrowy aparat fotograficzny. Kamery mają możliwość obrotu o 360°.